# Batavia (Montana)
Batavia – jednostka osadnicza w Stanach Zjednoczonych, w stanie Montana, w hrabstwie Flathead.